# Милёхин, Андрей Владимирович
Андрей Владимирович Милёхин (род. 8 февраля 1964, Караганда, СССР) — один из основателей российского рынка психодиагностики, социологических, маркетинговых мониторинговых и панельных исследований, социальных и интеллектуальных технологий, новых платформ. Доктор социологических наук, кандидат психологических наук, основатель М-Холдинг, президент «РОМИР», профессор Высшей школы современных социальных наук Московского государственного университета имени М. В. Ломоносова, профессор Российского Университета Медицины Минздрава России, профессор Национального исследовательского университета «Высшая школа экономики». Академик Российской академии естественных наук (РАЕН) и Евразийской академии телевидения и радио (ЕАТР).

## Биография
Родился 8 февраля 1964 года в Караганде. В 1986 году окончил факультет психологии Ленинградского государственного университета им. А.А. Жданова, затем в 1991 — Киевскую школу КГБ СССР, в 1995 — аспирантуру Российской академии управления и защитил диссертацию на соискание учёной степени кандидата психологических наук по теме «Условия и факторы эффективной диагностики социальной напряжённости» (специальность 19.00.13 — «психология развития»). В 1999 году в Академии труда и социальных отношений защитил диссертацию на соискание учёной степени доктора социологических наук по теме «Социологический мониторинг — средство информационного обеспечения управления в общественных системах» (специальность 22.00.08 — социология управления).
Женат, имеет двух сыновей и двух дочерей. Увлекается гольфом, баскетболом, яхтингом, го, нумизматикой, путешествиями на снегоходах и квадроциклах. Экс-председатель Российского открытого гольф тура «Тур Десяти». Член Ассоциации гольфа России, президент Федерации гольфа Калужской области, член гольф клуба «Раево», член Европейской ассоциации гольфистов. Играл за юношескую сборную Белоруссии по баскетболу и юниорскую баскетбольную команду «Спартак» (Ленинград). Участник различных регат, в том числе и бизнес-регаты «РБК».

## Профессиональная и научная деятельность
Свою научную и профессиональную деятельность Андрей Милёхин начал будучи ещё студентом факультета психологии Ленинградского государственного университета имени А. А. Жданова. В июне 1987 года в Калуге (Калужская область) совместно с партнёрами организовал первый в СССР социологический кооператив «Потенциал».
В 1993 году в Москве открыл Национальный институт социально-политических исследований (НИСПИ). Это признали одним из главных событий двадцатилетия (1990—2010) в области рекламы. Институт занимался медиаисследованиями и имел первую в России пиплметрическую панель. Затем в 1997 году им было открыто Агентство исследования социума и телерадиовещания (АИСТ), которое занималось консультированием в области телевидения и радио, а также проведением независимых медиа-экспертиз. В 1998 году стал соучредителем и генеральным директором Агентства региональных политических исследований (АРПИ). В 1999 году им было организовано Агентство исследований российского интернета — Monitoring.ru, занимавшееся изучением интернет-аудитории и онлайн-исследованиями. В 2000 году произошло слияние НИСПИ, АИСТ, АРПИ и Monitoring.ru в группу компаний monitoring.ru.
С 1998 года — доцент Высшей школы экономики. На 2023 г в ВШЭ не работает. С 2000 года — профессор кафедры теории и истории социологии Московского педагогического государственного университета (МПГУ). В 2002 году стал президентом группы компаний Romir monitoring, которая стала научным правопреемником социологического кооператива «Потенциал». Romir — крупнейший частный независимый исследовательский холдинг в России по объёму выручки. С 2011 года, по данным международного агентства Research Rating Ltd, Romir входит в рейтинг ТОП-100 исследовательских агентств мира. Согласно этому рейтингу, Ромир является крупнейшей частной исследовательской компанией в Центральной и Восточной Европе.
С 2010 года являлся руководителем Центра мониторинговых исследований ИСПИ РАН.
В 2014 году был выбран вице-президентом международной ассоциации Гэллап Интернешнл по Восточной Европе и странам СНГ. В 2015 году продукт на основе данных скан-панели домохозяйств Romir Scan Panel, которую Милёхин развивает в России с 2007 года, был признан самым инновационным среди сети Гэллап Интернешнл (Gallup International Association). Член европейской профессиональной ассоциации маркетологов ESOMAR.
С 2015 года — профессор Высшей школы современных социальных наук МГУ им. М.В. Ломоносова.
С 2022 года — профессор Московского государственного медико-стоматологического университета им. А. И. Евдокимова.
Член Российского общества социологов, Российского психологического общества. Один из основателей и почётный член Гильдии маркетологов. В 2012 году стал Кавалером ордена «За заслуги в маркетинге». Член комитета Торгово-промышленной Палаты РФ по предпринимательству в сфере рекламы. Член Союза журналистов России. Эксперт совета по применению законодательства о рекламе и защите от недобросовестной конкуренции при Федеральной антимонопольной службе. Член Российской академии естественных наук (РАЕН) и Евразийской академии телевидения и радио (ЕАТР). Член Аккредитационного Совета Общества социальных наук Института социально-политических исследований Российской академии наук (ИСПИ РАН). Член учёного совета Института социально-экономических проблем народонаселения Российской академии наук (ИСЭПН РАН). Член межведомственного координационного совета РАН «Социальные показатели и индикаторы развития российского общества». Член государственной экзаменационной комиссии факультета психологии МГУ имени М. В. Ломоносова и Высшей школы современных социальных наук МГУ им. М. В. Ломоносова. Член диссертационного совета (Социология управления) Государственного университета управления. Член ассоциации выпускников СПбГУ.
Являлся президентом Российской ассоциации маркетинга, членом Советской социологической ассоциации, членом правления Российской социологической ассоциации, членом Международной рекламной ассоциации.
В 2018 году создал Mile group. Это объединение брендов в области исследований и аналитики (Romir, Gallup International, Global NR), в области платформенных решений (Mile-IRI, Mile Data), управления клиентским опытом (Mile audit, iMystery), а также рекламы и коммуникаций (Mile digit, RAPP, гольф-клуб «Вырка»).

## Научные труды
С начала 80-х годов активно ведёт научную и публицистическую деятельность. В своих работах затрагивает общественно-социальные и социально-экономические проблемы, анализирует исследовательский рынок.

### Монографии
- Мир-Евразия-Россия. Как измерить и понять с помощью инструментов социологии и психологии[37]. LAP LAMBERT Academic Publishing, Deutschland/ Германия, 2017.
- Социологический мониторинг: применение и развитие в политических, медиа- и маркетинговых исследованиях. Сборник статей. М.: ФГБУН ИСПИ РАН, 2017. — 52 с. ISBN 978-5-7556-0576-2
- А. В. Милёхин, О. В. Иванов. Индексы глобального мира. М.: ФГБУН ИСПИ РАН, 2017. — 341 с. ISBN 978-5-7556-0599-1
- А. В. Милёхин, О. В. Иванов. Индексы глобального мира. — Изд. 2-е, перераб. и доп. — М.; СПб.: Нестор-История, 2019. — 380 с. ISBN 978-5-4469-1545-3
- А. В. Милёхин, О. В. Иванов. Мир индексов. — Изд. 3-е, перераб. и доп. — М.: 2019. — 420 с. ISBN 978-5-9500502-5-1
- Гэллап Интернешнл, Милёхин А. В. Голос народа. Voice of the People. — М.: ООО «Каллиграф», 2019. — 100 с. ISBN 978-5-903633-00-5
- А. В. Милёхин, О. В. Иванов. Мир индексов. — Изд. 4-е, доп. — М.: КнигИздат, 2020. — 334 с. ISBN 978-5-4492-0145-4
- А. В. Милёхин. Voice of the people: Россия, Евразия, Мир. — М.: КнигИздат, 2020. — 106 с. ISBN 978-5-4492-0164-5
- А. В. Милёхин. МИР ЧЕЛОВЕКА. Voice of the people — М.: КнигИздат, 2021. — 134 с. ISBN 978-5-4492-0245-1

### Учебные пособия
- Милёхин А. В., Шарков Ф. И. Социологический мониторинг средств массовой информации и электорального поведения[38]. М.: Прометей, 2003. — 380 с.
- Милёхин А. В. Теоретико — методологические основы социологического мониторинга[39]. М.: Креативная экономика, 2018.-100 с.
- Милёхин А. В. Методы социологических исследований (словарь — справочник). Учебное пособие для обучающихся бакалавриата[40]. М.: LAP LAMBERT Academic Publishing, 2018, 44 с

### Статьи
- Информатизация социального управления. Практический маркетинг[41]. — 1999. — № 6
- Глобальные опросы Gallup International: Как мировые медиа интерпретируют результаты исследований мирового общественного мнения. Социологические исследования[42]
- Наш человек — в руководстве The Gallup International Association[43]. Телескоп.- № 2. − 2016. — С. 49-51.
- Социологический мониторинг как инструмент диагностики социальной напряженности в миграционно привлекательных регионах. Вестник Университета (Государственный университет управления). − 2018. — № 5. — С. 167—174. (№ 607 в списке ВАК).
- Мир становится другим[44]. Что делать Обозрение. — 2019. — № 1. — с. 18-21.